# دم‌سرخ گلوسفید
دم‌سرخ گلوسفید (نام علمی: Phoenicurus schisticeps) نام یک گونه از تیره مگس‌گیران است.